# 960-as busz (Budapest)
A budapesti 960-as jelzésű éjszakai autóbusz a Móricz Zsigmond körtér és Békásmegyer, Újmegyeri tér között közlekedik. A vonalat a Budapesti Közlekedési Zrt. üzemelteti. A járműveket a Kelenföldi és az Óbudai autóbuszgarázs adja ki.

## Története
2005. szeptember 1-jén a 49É jelzésű éjszakai autóbusz helyett 960-as jelzésű autóbuszjáratot indítottak hosszabb útvonalon, a Móricz Zsigmond körtér és az Óbudai autóbuszgarázs között. 2012. március 3-án Békásmegyer, Újmegyeri térig hosszabbították. 2012. július 15-én bevezették a vonalon az első ajtós felszállási rendet.

## Útvonala
Az útvonala a nappal közlekedő 17-es villamoséval egyezik meg a Móricz Zsigmond körtér és a Margit híd, budai hídfő között. Innen a nappali 9-es busz útvonalán halad tovább az óbudai Lajos utca végéig, itt pedig ráfordul a Nagyszombat utcára, majd a Bécsi útra és innentől ismét a 17-es villamossal azonos útvonalon megy a Bécsi út / Vörösvári út megállóhelyig. Innen a nappali 160-as busz útvonalán közlekedik Békásmegyer HÉV-állomásig, ahonnan a 134-es busz vonalára kanyarodva Békásmegyer, Újmegyeri térig közlekedik.
| Békásmegyer, Újmegyeri tér felé | Móricz Zsigmond körtér felé |
| --- | --- |
| Móricz Zsigmond körtér M vá. – Villányi út – Budaörsi út – BAH-csomópont – Alkotás utca – Magyar jakobinusok tere – Krisztina körút – Széll Kálmán tér – Széna tér – Margit körút – Bem József utca – Bem József tér – Bem rakpart – Árpád fejedelem útja – Zsigmond tér – Lajos utca – Nagyszombat utca – Bécsi út – Pomázi út – Aranyhegyi út – Pusztakúti út – Dózsa György utca – Nád utca – Hollós Korvin Lajos utca – Szentendrei út – Ország út – Békásmegyer H – Ország út – Pünkösdfürdő utca – Madzsar József utca – Juhász Gyula utca – Hatvany Lajos utca – Békásmegyer, Újmegyeri tér vá. | Békásmegyer, Újmegyeri tér vá. – Hatvany Lajos utca – Juhász Gyula utca – Madzsar József utca – Pünkösdfürdő utca – Ország út – Békásmegyer H – Ország út – Szentendrei út – Hollós Korvin Lajos utca – Nád utca – Dózsa György utca – Pusztakúti út – Aranyhegyi út – Pomázi út – Bécsi út – Vörösvári út – Bécsi út – Nagyszombat utca – Lajos utca – Zsigmond tér – Árpád fejedelem útja – Üstökös utca – Török utca – Margit körút – Széna tér – Széll Kálmán tér – Krisztina körút – Magyar jakobinusok tere – Alkotás utca – BAH-csomópont – Budaörsi út – Villányi út – Móricz Zsigmond körtér M vá. |

## Megállóhelyei
| 0  | Móricz Zsigmond körtér M végállomás        | 57 | 6 907, 908, 908A, 918, 940, 941, 972, 972B, 973 |
| 0  | Tas vezér utca                             | 56 |                                                 |
| 1  | Szüret utca                                | 55 |                                                 |
| 2  | Alsóhegy utca                              | 53 |                                                 |
| 3  | Budaörsi út / Villányi út                  | 52 |                                                 |
| 4  | BAH-csomópont                              | 50 | 908                                             |
| 5  | Csörsz utca                                | ∫  |                                                 |
| 6  | Tartsay Vilmos utca                        | 47 |                                                 |
| 7  | Királyhágó utca                            | 46 |                                                 |
| 8  | Déli pályaudvar M                          | 45 | 990 S10 S30 S42 (éjfél és 0:40 között)          |
| 10 | Széll Kálmán tér M (Csaba utca)            | 43 | 916, 922, 922B, 956, 990                        |
| 14 | Széll Kálmán tér M                         | 42 | 6 916, 922, 922B, 956, 990                      |
| 15 | Széna tér                                  | 36 | 6 990                                           |
| 16 | Mechwart liget                             | 35 | 6 931                                           |
| 17 | Bem József tér                             | ∫  |                                                 |
| 19 | Margit híd, budai hídfő H                  | 33 | 6 923, 931, 934                                 |
| 20 | Császár-Komjádi uszoda                     | 32 | 923, 934                                        |
| 21 | Zsigmond tér                               | 31 | 923, 934                                        |
| 24 | Kolosy tér                                 | 30 | 923, 934                                        |
| ∫  | Galagonya utca                             | 27 | 923, 934                                        |
| 25 | Katinyi mártírok parkja                    | 26 |                                                 |
| 26 | Selmeci utca                               | 25 |                                                 |
| 27 | Szent Margit Kórház                        | 24 |                                                 |
| 28 | Váradi utca                                | 23 |                                                 |
| 28 | Perényi út                                 | ∫  |                                                 |
| 29 | Bécsi út / Vörösvári út                    | 22 | 901, 937                                        |
| 32 | Bécsi út / Vörösvári út                    | ∫  | 901, 937                                        |
| ∫  | Laborc utca                                | 18 | 901                                             |
| 33 | Orbán Balázs út                            | 17 | 901                                             |
| 34 | Bojtár utca (Bécsi út) (↓) Bojtár utca (↑) | 16 | 901, 918                                        |
| 35 | Kubik utca                                 | 16 | 901, 918                                        |
| ∫  | Óbudai temető                              | 15 | 901, 918                                        |
| 36 | Óbudai temető                              | 14 | 901, 918                                        |
| 37 | Óbudai autóbuszgarázs                      | 14 | 901, 918, 943                                   |
| 38 | Aranyhegyi lejtő                           | 13 | 943 S72 (Óbuda vasútállomás)                    |
| 39 | Ürömhegyi lejtő                            | 12 | 943                                             |
| 39 | Mészkő utca                                | 11 | 943                                             |
| 40 | Forrásliget lakópark                       | 11 | 943                                             |
| 41 | Csillaghegy H                              | 10 | 923, 943                                        |
| 42 | Kert sor                                   | 9  | 943                                             |
| 43 | Nád utca                                   | 8  | 943                                             |
| 44 | Pünkösdfürdő utca                          | 7  | 923, 934, 943                                   |
| 47 | Békásmegyer H                              | 6  | 923, 934, 943                                   |
| 49 | Madzsar József utca / Pünkösdfürdő utca    | 4  | 923, 934                                        |
| 50 | Békásmegyer H                              | 3  | 923, 934, 943                                   |
| 50 | Hímző utca                                 | 2  |                                                 |
| 51 | Hatvany Lajos utca / Juhász Gyula utca     | 1  |                                                 |
| 52 | Bálint György utca                         | 1  |                                                 |
| 53 | Békásmegyer, Újmegyeri tér végállomás      | 0  |                                                 |